# 鬼同你有緣之陰屍路
《鬼同你有緣之陰屍路》（英語：Ghost Meets You）是一部蔣國權执导的香港恐怖鬼片，於2000年上映。黃秋生、吳家麗、羅蘭主演。

## 劇情慨要
艾雲妮（徐靜文飾演）被邪惡術士許銘才（黃秋生飾演）下了惡咒在下一世不能投胎。呂啓文（金沛晟飾演）一向暗戀艾雲妮，他為了令她可以投胎，請來孔自然（羅蘭飾演）來幫忙，但是銘才也是個狠人，設下陷井弄傷孔自然，但銘才其實已經墮入了孔自然的陷井，自然成功銘才功力被廢，妮可以報仇了，文卻不捨得妮，所以把自己也變成鬼，和變成鬼的妮做一對鬼戀人...

## 演員表
| 演員   | 角色   | 粵語配音 | 備註                                                                                    |
| 黃秋生 | 許銘才 | 羅偉亮   | 邪惡術士 性格心狠手辣 孔自然、艾雲妮、丁國森之天敵 對艾安妮下了惡咒令她在下一世不能投胎 |
| 吳家麗 | 丁國森 |          | 女警 許銘才之天敵 拜孔自然為師                                                          |
| 羅蘭   | 孔自然 | 陸惠玲   | 師傅 許銘才之天敵 懂得道術 艾雲妮、呂啓文、丁國森之師傅                                 |
| 金沛晟 | 呂啓文 | 羅偉傑   | 少年 許銘才之天敵 拜孔自然為師來幫艾安妮解咒 暗戀艾雲妮                                 |
| 徐靜文 | 艾雲妮 |          | 被許銘才下了惡咒在下一世不能投胎 許銘才之天敵 暗戀呂啓文                                |
| 陳惠   | 阿美   |          | 許銘才之妻                                                                              |
| 林華勳 | 陳威鐘 | 潘文柏   | 黑幫小混混 呂啓文之好友                                                                 |
| 張炳燦 | 東哥   |          | 黑幫老大 呂啓文之天敵                                                                   |

## 票房
本片是在2000年12月7日至12月13日上映，票房在六日來的成績明顯失敗，只取得港幣2210，本片為黃秋生的第二低票房電影。

## 外部連結
- 香港影庫上《鬼同你有緣之陰屍路》的資料（繁體中文）
- 開眼電影網上《鬼同你有緣之陰屍路》的資料（繁體中文）
- 豆瓣电影上《鬼同你有緣之陰屍路》的資料 （简体中文）